# البراجيل
قرية البراجيل هي إحدى القرى التابعة لمركز أوسيم في محافظة الجيزة في جمهورية مصر العربية. حسب إحصاءات سنة 2006، بلغ إجمالي السكان في البراجيل 58131 نسمة، منهم 29587 رجل و28544 امرأة.

## التاريخ
قرية البراجيل من القرى القديمة، اسمها الأصلي «البلجير» وهو الاسم الذي ذكرها به الأسعد بن مماتي في قوانين الدواوين ضمن الأعمال الجيزية. وذُكرت كذلك في تحفة الإرشاد، وذكرها ابن الجيعان في التحفة السنية من أعمال الجيزية، وقال أنها «البلجير» وتٌعرف أيضًا «البراجيل». وفي قوانين الدواوين لابن دقماق باسم «البراجيل»، وفي تاريخ سنة 1228هـ/1813م باسمها الحالي.